# Jáchyme, hoď ho do stroje!
Jáchyme, hoď ho do stroje! je československá filmová komedie z roku 1974, natočená režisérem Oldřichem Lipským podle scénáře Ladislava Smoljaka, Zdeňka Svěráka a Oldřicha Lipského.
Hrdinou filmu je roztržitý mladý automechanik František Koudelka (hraje Luděk Sobota), který si začne řídit život podle počítačem sestaveného „kondiciogramu“, takže období nejistoty v jeho životě střídají lepší dny a naopak.
Z tohoto filmu pochází velké množství hlášek a scén, které se staly obecně známými. Symbolickými postavami se stali například psychiatr docent Chocholoušek (hraje Václav Lohniský) nebo japonský malíř miniatur Uko Ješita (hraje Tetsuchi Sassagawa). Výraznou dvojicí byli i vedoucí autoservisu Karfík (hraje Ladislav Smoljak) a psycholog Klásek (hraje Zdeněk Svěrák). Titulní postava programátora Jáchyma, ztvárněná Petrem Bruknerem, se ve filmu objeví pouze na několik sekund v úvodní scéně, ve které Jáchym na pokyn vhazuje děrný štítek s údaji Františka Koudelky do počítače.

## Děj
Mladý automechanik František Koudelka se loučí na vesnici na svém pracovišti v STS Chvojkovice-Brod a jede za svou tetou do Prahy. František je plachý a velmi roztržitý člověk. Ještě během svého posledního dne v STS zapomene zašpalkovat kola traktoru pojmenovaného „Máňa“, který sjede do rybníka a potopí se. Vedoucí ho raději posílá domů, aby už nic nezkazil. Ve vsi si nechá před odjezdem za 15 Kčs vypracovat kondiciogram, počítačem vytvořenou předpověď dobrých, neutrálních, horších a kritických dnů svého života. V Praze jej přivítá tetička Marie Sýkorová, která má psa Gregora. František bude spát v pokoji s Gregorem, ale zatímco Gregor má kvalitní lůžko, on se musí spokojit s rozvrzanou pohovkou (později se snaží pomocí úplatku topinkami Gregora nalákat na pohovku, aby se lépe vyspal na jeho posteli). Tetička mu v Praze dojednala práci v autoservisu. Večer však musí pravidelně venčit psa.
Ráno se František hlásí do zaměstnání u vedoucího autoservisu Karfíka. Ten mu společně s podnikovým psychologem Kláskem dá školení a varuje jej především před přijímáním úplatků. Jak poznamená, každého čtvrt roku opouští bránu servisu jeden zaměstnanec v sanitním voze a je odvezen na psychiatrickou kliniku docenta Chocholouška (neboť se zbláznil, respektive řekl “no to jsem blázen”, podle Karfíkova názoru pouze z úplatků). Koudelka je přidělen na zaučení k Bédovi Hudečkovi. Ten zrovna pracuje na zeleném Renaultu 16 koketující paní Nevyjelové, na kterou se snaží udělat dojem.
František se řídí svým kondiciogramem a když mu opět ujede automobil a spadne z mostu do Vltavy, zoufá si z kritických dnů. Kondiciogram si pořídí i jeho spolupracovník Béda Hudeček. Františka zaujme prodavačka v bufetu. Neví, jak ji má oslovit a tak si k ní chodí pouze rozměnit peníze. Nakonec se odhodlá a seznámí se s ní. To se nelíbí jejímu kolegovi u výčepu Karlovi. František pozve Blanku (tak se prodavačka jmenuje) k tetě domů, když je zrovna s Gregorem na výstavě psů. Teta se ale nečekaně vrátí a najde doma Františka s Blankou. Rozčílí se a zakáže mu ji. František navíc dostane přes hubu od Karla, se kterým se potká, když doprovází Blanku k tramvaji.
Blanka přemluví Františka, aby se přihlásil do kurzu juda, kam sama chodí. František udělá dobrý dojem na trenéra Tumpacha, který s ním nemůže ani hnout, když si jej chce vyzkoušet (Františkovi se totiž skřípla část saka do dveří). Začne také navštěvovat biograf, kde promítají snímek Šerif nemá odpoledne čas. Líbí se mu tam jedna scéna (kdy šerif pořádně natáhne jednomu padouchovi) a ještě v biografu si ji nacvičuje. Hodlá si vyřídit účty s Karlem. Trenér Tumpach shání na záskok pro turnaj juda některého schopného nováčka (protože Hemele je na vojně a Smola se rozstonal) a vzpomene si na Koudelku. Ten se k tomu moc nemá, ale Blanka mu šeptne, že v době turnaje bude mít dobré dny. František je nominován. Pak zajde do bufetu a informuje výčepního Karla, aby ve středu sedmadvacátého neopouštěl Prahu, vyzývá jej na souboj.
Ve středu sedmadvacátého František vstane, sebevědomě vysvětlí tetě Marii, aby se mu nepletla do osobních záležitostí, a jde do práce. Tam mu Béda Hudeček předá do úschovy své úplatky, aby je neztratil, má totiž kritický den. Vedoucí Karfík pomocí kamery přistihne Františka, jak si vytahuje z kapse štosy bankovek a mumlá si, že je blázen. To je přesně to, co chce slyšet a okamžitě telefonuje docentu Chocholouškovi. Saniťáci však nedopadnou Koudelku, nýbrž Bédu Hudečka. Ten poprosil Františka, aby zajel za paní Nevyjelovou a předal jí vzkaz – básničku („Růže k lásce schůdeček, s úctou Béda Hudeček.“) František pak odjede ze zaměstnání vypůjčeným vozem Ford Mustang 1966 Convertible dánského hudebníka. Předtím stihne absolvovat své zápasy v judu a soupeře k překvapení trenéra Tumpacha dokonce porazit. Pak chvátá do bufetu. Tam ale Karel není, odjel čepovat pivo do Jesenice. V bydlišti paní Nevyjelové mu sousedka (která se domnívá, že jde o Bédu Hudečka) předá vzkaz, aby za ní přijel na zámek Konopiště, kde se koná výstava japonského malíře Uko Ješity. Koudelka se tam kvapně vydává, cestou se zúčastní 12. ročníku motoristického závodu „Konopišťské kolo“. I tento závod se mu v konkurenci automobilů Alpine podaří vyhrát, proti čemuž vehementně protestuje cholerický závodník Stanislav Volejník. Jeho protest je uznán za oprávněný a Volejník trvá na opakování slavnostního ceremoniálu předávání cen. Ten se koná téměř bez diváků. Během ceremoniálu jej na stupních vítězů lapí saniťáci Arnošt a Arnošt, kteří stále neúspěšně pátrají po Františku Koudelkovi.
František konečně přijíždí na výstavu malíře Uko Ješity. Pořadatelé si jej s japonským malířem miniatur spletou, protože je oděn v tradičním japonském kimonu (ještě ze zápasů z juda) a má moderní japonský náramek. Zde předá vzkaz paní Nevyjelové a poté zmizí. Když na Konopiště přijíždí skutečný Uko Ješita, je zadržen a odvezen saniťáky docenta Chocholouška. Ten už má jejich přešlapů po krk a na další výjezd vyráží s nimi. I on se splete, když odchytí uklízeče v tělocvičně, kde probíhal turnaj juda. František už je mezitím v Jesenici, kde vyzve na souboj výčepního Karla, svého rivala o Blančinu náklonnost. Ani tady se docentu Chocholouškovi s jeho týmem nepodaří Františka Koudelku polapit, místo něj si odváží Karla. To už je moc i na docenta Chocholouška a protitankovou tarasnicí (která byla zabavena jednomu uprchlému pacientovi, jenž s její pomocí zničil tři sanitní vozy, než byl dopaden) pálí po svých asistentech. Dobíjí mu vedoucí autoservisu Karfík a psycholog Klásek.
Blanka navrhne Františkovi svatbu. V závěrečné scéně si František Koudelka pročítá kondiciogram a plánuje si podle něj stavbu stodoly u malebného venkovského domku, kam se s Blankou nastěhoval. Těhotná Blanka přináší na stůl talíř plný topinek a František si jednu vezme. Kolem si hrají tři jejich děti v námořnickém stejnokroji. Přijíždí k nim trojice mužů, delegace v černém automobilu Tatra 603. Mluvčí výpočetního střediska Jih se omlouvá, říká, že Františkovi po celá léta zasílali špatné kondiciogramy, které patřily jeho jmenovci – důchodci Františku Koudelkovi z Příbrami. K omluvě se připojuje i zástupce firmy Katoda Olomouc. Muži odcházejí a jako kompenzaci za škodu, kterou způsobily jejich špatné kondiciogramy zanechávají rodině vůz Tatra 603. František s Blankou jim mávají na pozdrav, zatímco nezabrzděný automobil mezitím sjede do rybníka a potopí se.

## Obsazení
| Luděk Sobota       | František Koudelka                          |
| Marta Vančurová    | prodavačka Blanka                           |
| Věra Ferbasová     | tetička Marie Sýkorová                      |
| Josef Dvořák       | automechanik Béda Hudeček                   |
| Ladislav Smoljak   | vedoucí autoservisu Karfík                  |
| Zdeněk Svěrák      | podnikový psycholog Klásek                  |
| Karel Novák        | výčepní Karel                               |
| Václav Lohniský    | psychiatr docent Chocholoušek               |
| Eva Fiedlerová     | paní Nevyjelová (dabing Jaroslava Adamová)  |
| František Husák    | zřízenec na psychiatrii Arnošt Holna        |
| Josef Hlinomaz     | zřízenec na psychiatrii Arnošt Malota       |
| Miroslav Homola    | vyvolávač                                   |
| Lubomír Lipský     | vrátný Prouza v autoservisu                 |
| Petr Nárožný       | automobilový závodník Stanislav Volejník    |
| Eva Svobodová      | Františkova maminka                         |
| František Peterka  | trenér juda Tulpach                         |
| Josef Beyvl        | vrátný v tělocvičně                         |
| Václav Kotva       | uklízeč Karlík Šimák                        |
| Oldřich Velen      | Tonek Trósil, zástupce firmy Katoda Olomouc |
| Vladimír Krška     | ředitel výpočetního střediska               |
| Oldřich Unger      | předseda výstavního výboru                  |
| Jaroslav Weigel    | zahajovatel výstavy japonského malíře       |
| Miloň Čepelka      | překladatel do japonštiny                   |
| Jan Hartl          | Šofr, nový zaměstnanec autoservisu          |
| Jiří Wimmer        | mechanik Růžička                            |
| Jan Vala           | mechanik Maňas                              |
| Tetsuchi Sassagawa | japonský malíř miniatur Uko Ješita          |
| Petr Brukner       | programátor Jáchym                          |
| Vladimír Hrabánek  | vedoucí v prodejně potravin                 |

## Produkce
Ladislav Smoljak v rozhovoru na DVD edici vysvětluje, že společně se Zdenkem Svěrákem měli napsaný scénář k filmu Deset zásad inspektora Trachty (cimrmanovský námět), s nímž byly potíže (bylo jim řečeno, že Cimrman nikoho nezajímá). Chtěl jej točit Jiří Menzel, ale ten nebyl na Barrandově příliš dobře zapsán, a tak jej osobně nabídl Oldřichu Lipskému. Ale ani on jej nedokázal přes ústředního dramaturga Ludvíka Tomana prosadit (Toman hrál později ve filmu Nejistá sezóna postavu inspirovanou jím samotným). Režisér Lipský dostal nápad nechat scénář stranou a přijít s novým námětem, který bude s Tomanem konzultován, aby se cítil zapojený do tvorby filmu. Tímto námětem byl kondiciogram, jenž byl tehdy v módě. Kondiciogram byl v té době skutečně tím, čím je ve filmu, tedy předpovědí dobrých, špatných a neutrálních dní v životě založenou na vědeckém podkladě. Někteří lidé se podle toho řídili. Tento námět dramaturg Toman přijal, považoval ho za vhodný i z hlediska boje proti pověrám.
Smoljak podotýká, že v této době se vždy muselo přijít s nějakou „kouřovou clonou“, aby vůbec film mohl vzniknout. Ve filmech se nesměly objevovat křesťanské náboženské symboly (kříže) ani církevní představitelé (faráři např. během pohřbu). Oba scenáristé od počátku počítali s hlavní roli pro tehdy málo známého herce Luďka Sobotu (znal jej pouze omezený okruh lidí z prostředí libereckého divadla Ypsilon) a tudíž psali dialogy přímo podle jeho charakteru. Zaujal je svým originálním a neotřelým projevem, proto jej doporučili režisérovi Oldřichu Lipskému. Ten se Sobotou natočil kamerové zkoušky, na nichž liberecký herec uspěl a Jáchymem odstartoval svou kariéru populárního komika. Nepřehlédnutelný filmový debut si v Jáchymovi odbyl také Petr Nárožný, Sobotův kolega ze scének s Miloslavem Šimkem v divadle Semafor.
Ladislav Smoljak se domníval, že nejzajímavější scénou filmu je ta s protiúplatkovým kursem. Běžně se mu poté v životě stávalo, že byl při vyřizování některých záležitostí oslovován lidmi populární hláškou „Neber úplatky, neber úplatky nebo se z toho zblázníš.“ Scénku sehráli Jiří Wimmer a Jan Vala, kteří se dobře znali ze společného moderování koncertů Plavců.
Úsloví „kolik třešní, tolik višní“ je dalším případem zpopularizované fráze, tento „překladatelský oříšek“ zavání absurdním humorem.
Snímek Jáchyme, hoď ho do stroje! je podle Zdeňka Svěráka až marnotratně prošpikován gagy, neboť se tehdy začínající filmoví scenáristé Smoljak/Svěrák obávali, že stále není dostatečně vtipný a snažili se do něj vpravit co nejvíce humorných scén. S odstupem času Zdeněk Svěrák soudil, že by se porce humoru dala rozdělit do dvou filmů. (Touto nebývalou kadencí vtipů film trochu připomíná pozdější komediální produkci tvůrčí skupiny Zucker–Abrahams–Zucker.)
Svěrák dále vzpomíná na příhodu s hercem Václavem Lohniským, který měl ve scénáři text „sanitka se řítí ulicemi a dravčí oči docenta Chocholouška pátrají přes sklo“ a po natočení scény se ptal, zdali měl dostatečně „dravčí“ oči.
Ve filmu se v epizodních rolích objevila řada tehdejších herců divadla Járy Cimrmana – vedle samotných autorů jmenovitě Petr Brukner, František Petiška, Miloň Čepelka, Oldřich Unger, Pavel Vondruška a Jaroslav Weigel. Také příjmení psychiatrických zřízenců (Holna a Malota) si autoři vypůjčili od někdejších cimrmanovských herců, ve filmu se ovšem oba jmenují Arnošt.
Film měl obrovský divácký úspěch i díky jedinečnému hereckému projevu Luďka Soboty (jeho samotného takový úspěch překvapil). Jednu dobu se však vysílal v upravené verzi s vystřiženou scénou s protiúplatkovým kursem. Důvodem byla „nemilost“ herce Jana Valy, který se nesměl objevit na televizních obrazovkách.
Luděk Sobota přiznává, že byl v mládí nesmělý podobně jako postava Františka Koudelky. Uznává, že mu byl scénář připraven „na míru“. Ale našel si i prostor k improvizaci, např. ve scéně, kdy František povalí trenéra juda (František Peterka) na žíněnku a pak mu podává ruku, aby mu pomohl vstát. Scéna, kdy František Koudelka říká legendární větu „tak kdepak je ten prďola, co tady čepuje to pivo“ se natáčela v noci v bufetu Koruna na Václavském náměstí v Praze.